# Lunds domkyrkoförsamling
Lunds domkyrkoförsamling är en församling i Lunds kontrakt i Lunds stift. Församlingen ligger i Lunds kommun i Skåne län och ingår i Lunds pastorat.
Församlingens område omfattar centrala Lund.

## Administrativ historik
Församlingen har medeltida ursprung. Namnet var före 1944 Lunds stadsförsamling. Före 1536 var församlingen en mindre församling, som utnyttjade domkyrkans krypta, Kraftskyrkan. År 1536 införlivades Heligkorskyrkan, Sankta Maria magle, Sankta Maria minor, Sankt Andreas, Sankt Botulf, Sankt Clemens, Sankt Drotten, Sankt Godehard, Sankt Jacob, Sankt Mikael, Sankt Måns, Sankt Mårten, Sankt Nikolaus, Sankt Olof, Sankt Paul, Sankt Peter, Sankt Peter lille, Sankt Stefan och Sankt Thomas.
Gränsförändringar och områdesöverföringar:
- Den 1 januari 1944 (enligt beslut den 27 november 1942) införlivades 12,67 km² (varav 12,61 km² land) av Lunds landsförsamling. De resterande 0,23 km² (varav allt land) av landsförsamlingen överfördes samtidigt till Hardeberga församling.[5]
- Den 1 januari 1946 (enligt beslut den 6 april 1945) överfördes ett obebott område omfattande 0,17 km² (varav allt land) från domkyrkoförsamlingen till S:t Peters klosters församling. Ett område omfattande 0,12 km² (varav allt land) och med 41 invånare överfördes samtidigt i motsatt riktning - från S:t Peters klosters församling till domkyrkoförsamlingen.[5][6]
- Den 1 januari 1961 införlivades ett område (Hunnerup inom S:t Lars sjukhus) med 92 invånare och omfattande en areal av 0,62 km² (varav allt land) från Knästorps församling.[7]
- Den 1 januari 1962 skedde flera förändringar. Först överfördes ett område med 6 447 invånare och omfattande en areal av 1,99 km² land från domkyrkoförsamlingen till S:t Peters klosters församling. Ett obebott område omfattande 0,37 km² land överfördes från domkyrkoförsamlingen till Stora Råby församling. Ett område med 496 invånare och omfattande en areal av 0,58 km² land överfördes från S:t Peters klosters församling till domkyrkoförsamlingen. Efter dessa gränsförändringar utbröts ur domkyrkoförsamlingen Lunds Allhelgonaförsamling med 12 186 invånare och omfattande en areal av 18,92 km² land. Av Allhelgonaförsamlingens invånare och areal tillhörde 0,24 km² land och 2 invånare det område som först överförts från S:t Peters klosters till Lunds domkyrkoförsamling.[8]
- 1979 införlivades ytterligare en liten del av Knästorps församling.
- 1992 utbröts Helgeands församling.

Församlingen var till 1944 moderförsamling i pastoratet Lunds stadsförsamling och Lunds landsförsamling för att därefter till 1962 utgöra ett eget pastorat. Från 1962 till 1992 moderförsamling i pastoratet Lunds domkyrkoförsamling och Stora Råby för att därefter till 2000 vara moderförsamling i pastoratet Lunds domkyrkoförsamling och Helgeand. Församlingen utgjorde från 2000 till 2014 ett eget pastorat. Från 2014 ingår församlingen i Lunds pastorat.
Församlingens kyrkoherde har titulerats domprost sedan 1700-talets början.

## Kyrkor
- Lunds domkyrka

## Kyrkoherdar och domprostar
- 1536–1571 Hans Olufsen Spandemager
- 1571–1593 Olof Biörnsen
- 1593–1602 Niels Mikkelsen
- 1602–1607 Olof Kock
- 1607–1621 Niels Madsen
- 1621–1636 Torbern Hasebart
- 1636 Jens Pedersen Skjelderup
- 1636–1649 Niels Bentsen
- 1649–1655 Hans Jensen Viborg
- 1655–1680 Hans Ernstsen Baden
- 1682–1688 Christian Papke
- 1688–1714 Jonas Linnerius
- 1716–1718 Haquin Stridsberg
- 1718–1727 Bonde Humerus
- 1728–1732 Martin Hegardt
- 1732–1734 Andreas Rydelius
- 1735–1738 Carl Papke
- 1738–1740 Henrik Benzelius
- 1740–1742 Magnus Rydelius
- 1748–1752 Ambrosius Westring
- 1763–1777 Jonas Wåhlin
- 1778–1794 Petrus Munck
- 1794–1805 Nils Hesslén
- 1805–1807 Samuel Lemchen
- 1807–1812 Johan Jakob Hellman
- 1812–1813 Carl Johan Eberstein
- 1813–1829 Christian Wåhlin
- 1832–1844 Anders Jakob Hellstenius
- 1846–1855 Henrik Reuterdahl
- 1856–1861 Ebbe Gustaf Bring
- 1861–1864 Anton Niklas Sundberg
- 1867–1877 Hans Magnus Melin
- 1880–1892 Carl Olbers
- 1893–1911 Pehr Eklund
- 1912–1923 Magnus Pfannenstill
- 1923–1925 Edvard Magnus Rodhe
- 1928–1938 Yngve Brilioth
- 1941–1949 Ernst Newman
- 1950–1958 Nils Bolander
- 1959–1971 Yngve Ahlberg
- 1971–1980 Per-Olov Ahrén
- 1980–1987 Bengt Åberg[11]
- 1987-1993 Karl Gustav Hammar
- 1993–2002 Anders W Svenningsen[12]
- 2002–2013 Håkan E Wilhelmsson
- 2014–2016 Kerstin Hesslefors Persson

## Domkyrkoorganister
Lista över organister.
| Verksam   | Namn                        | Levnadstid | Övrigt    |
| --------- | --------------------------- | ---------- | --------- |
|           | Eybertus                    | -1344      |           |
| 1583      | Jacob Byg                   |            |           |
| 1663      | Hans Christensen            |            |           |
| 1668      | Hans Caspar                 |            |           |
| 1687–1708 | Alexander Lewerentz         | –1724      |           |
| 1732–1755 | Michael Nubelius            | 1678–1755  |           |
| 1758–1780 | Friedrich Kraus             | 1724-1780  |           |
| 1783–1792 | Christian Wenster den yngre | 1735-1823  |           |
| 1806–1856 | Emanuel Wenster             | 1785-1856  |           |
|           | Nils Peter Möller           | 1803–1860  |           |
| 1858–     | Wilhelm Gnosspelius         | 1809–1887  |           |
| 1889–1885 | Wilhelm Heintze             | 1849–1895  |           |
| 1893–1897 | Josef Lind                  | 1866–1950  | (vikarie) |
| 1903–1930 | Preben Nodermann            | 1867–1930  |           |
| 1931–1960 | Josef Hedar                 | 1894–1960  |           |
| 1964–1983 | Folke Alm                   | 1917–2002  |           |
| 1985–2002 | Per Rydén                   |            |           |
| 2002–2016 | Tomas Willstedt             | 1949–      |           |
| 2016–2024 | Robert Bennesh              | 1986–      |           |
| 2024–     | Susannah Carlsson           |            |           |

### Organister
Organister vid Allhelgonakyrkan 1891–1961.
| Verksam   | Namn               | Levnadstid | Övrigt    |
| --------- | ------------------ | ---------- | --------- |
| 1891–1913 | Nils Peter Norlind | 1853–1927  | Organist. |